# La venganza (filme de 1958)
La venganza é um filme de drama espanhol de 1958 dirigido e escrito por Juan Antonio Bardem. Foi indicado ao Oscar de melhor filme estrangeiro na edição de 1959, representando a Espanha.

## Elenco
- Carmen Sevilla
- Raf Vallone
- Jorge Mistral
- José Prada
- Manuel Alexandre
- Manuel Peiró
- Conchita Bautista
- José Marco Davó
- Rafael Bardem
- Maria Zanoli